# Internationaler Volkssportverband

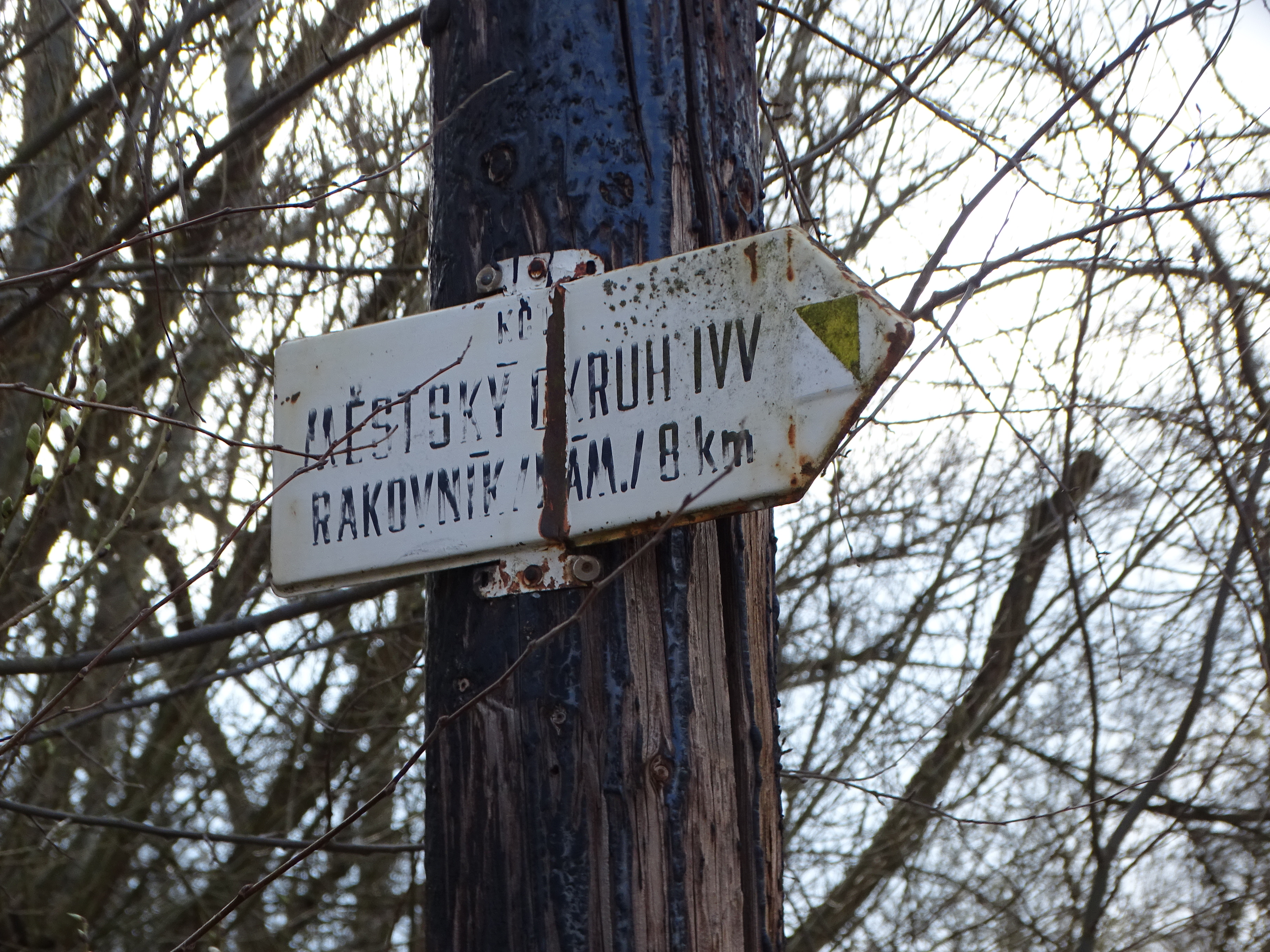
Zašlá směrovka městského okruhu IVV v Rakovníku, zřízená Klubem českých turistů

Internationaler Volkssportverband (IVV) je světová organizace lidového sportu, která má v současné době[kdy?] 27 členů z celého světa. Členy jsou národní turistické organizace, Českou republiku zde zastupuje od roku 1995 Klub českých turistů. Organizace vznikla v roce 1968 a jejím hlavním cílem je získat co nejvíce lidí pro společné sportovní aktivity, které nemají výkonnostní charakter a kde nezáleží na tom, kdo bude první. Mezi tyto aktivity lze zařadit především pěší turistiku a cykloturistiku, ale také třeba plavání či běžkování. Národní turistické organizace pořádají pod hlavičkou IVV celou řadu turistických akcí, jejichž stálí účastníci jsou oceňováni velkým počtem diplomů, nášivek a odznaků. Symbolem ocenění je zvláštní razítko, které účastníci obdrží pouze do zvláštních účastnických průkazů.
Klub českých turistů má v organizační struktuře Sekci IVV + IML. K jaru 2025 KČT spravuje 51 městských a příměstských permanentních tras IVV (v roce 2023 byly zrušeny městské trasy IVV Most, S dudákem za nektarem, Do Lužné za párou, Lipník nad Bečvou, Huzovské kolečko, Vsetínské panoráma, Počátky, Okolím Plzně, Okolím Zdic, Okolím obce Bystřec a Hanácké Atény) a 7 okruhových turistických tras IVV (RWW, Rundwanderwege) (v roce 2023 byly zrušeny RWW trasy Plzeňsko, Mariánskolázeňské cyklotrasy a Moravská brána).